# IC 4315
IC 4315 ist eine Balken-Spiralgalaxie vom Hubble-Typ SBc im Sternbild Wasserschlange südlich des Himmelsäquators. Sie ist schätzungsweise 223 Millionen Lichtjahre von der Milchstraße entfernt.
Das Objekt wurde am 4. Mai 1904 von Royal Harwood Frost entdeckt.